# Jacinto Benavente
Pour les articles homonymes, voir Benavente (homonymie) et Martínez.
Jacinto Benavente y Martínez (Madrid, 12 août 1866 - Galapagar, 14 juillet 1954) est un écrivain espagnol qui a reçu le Prix Nobel de littérature en 1922. Il est l'un des dramaturges espagnols les plus importants de son siècle.

## Biographie
Jacinto Benavente est né à Madrid en 1866 dans une Espagne dirigée par Isabelle II, fille de Ferdinand VII. Son père, né à Murcie en 1818, était médecin et chirurgien et sa mère s'appelait Venancia Martinez. Jacinto avait deux frères ainés, Mariano et Avelino.
Après le collège de Saint-José et le bachot passé à l'Institut de Saint-Isidore, Jacinto fait son droit en 1882 à l'Université centrale mais les études passent après la passion qu'il a déjà pour le théâtre. Et cette passion, il peut la cultiver librement ayant la chance de vivre dans une capitale et surtout d'avoir un père devenu médecin attitré de José Echegaray qui lui permet d'assister à de nombreuses "premières" dans les théâtres de Madrid. 
Son père décède en 1885 laissant son fils assouvir sa passion, ce qu'il ne manque pas de faire en abandonnant ses études et en vivant la vie des fils de famille madrilène. Mais il sut ne pas tomber dans l'oisiveté puisque de 1894 à son décès en 1954, il écrira environ deux cents pièces de théâtre.
Vers l'an 1890, il rencontre une trapéziste anglaise surnommée "la belle Géraldine" qu'il accompagne dans ses tournées théâtrales. L'idylle ne dure que trois ans. La petite dizaine de pièces qu'il écrit pendant ces années frivoles ne rencontrent pas de succès jusqu'à ce que, en 1894, le directeur du Théâtre de la Comédie Emilio Mario accepte de faire jouer la moins mauvaise d'entre elles Le Nid d'autrui.
Ses débuts dans le nouveau siècle lui apportent la direction de la revue La Vie Littéraire. A quarante ans, il aura écrit autant de pièces que d'années vécues. Ses succès commencent à lui attirer des hommages publics que lui rend le Théâtre espagnol en créant une sorte de festival Benavente.
En 1906, il part en tournée en Amérique latine avec la Compagnie Manabuerro où auteurs et interprètes rencontrent un vif succès.

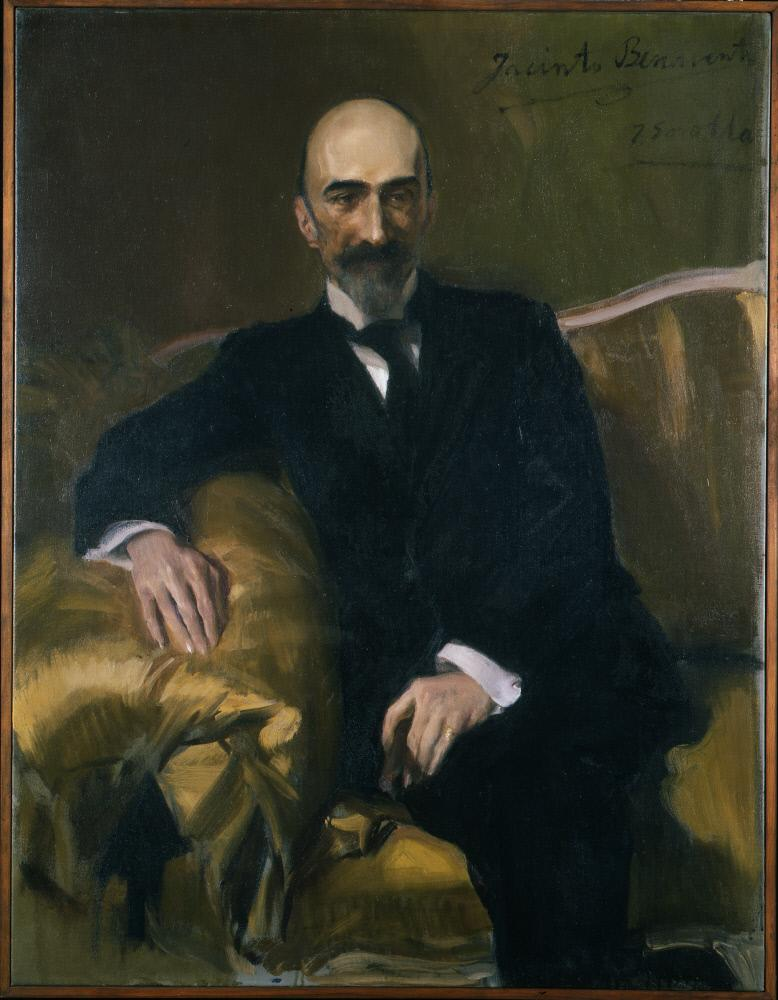
Jacinto Benavente y Martínez, 1917
Joaquín Sorolla
The Hispanic Society of America, New York

En 1912, "l'Académie royale espagnole de la langue" lui rend hommage en lui décernant le Prix Piquer avant de rallier cette académie en qualité de membre succédant à Menendez y Pelayo. En 1915, une polémique surgit en France sur la germanophilie de Benavente qui ne cache pas sa sympathie pour ce peuple faisant valoir la neutralité de son pays et oubliant sa sympathie antérieure pour tout ce qui était français, ses voyages à Paris comme en Angleterre alliée de la France, et surtout ce qu'il devait à la culture française, les Donnay, Lavedan, Capus sans parler de Molière.
En 1922, Il perd sa mère avec laquelle il vivait encore et se lance dans une nouvelle tournée théâtrale en Amérique du Sud en tant que directeur artistique d'une compagnie fondée par l'actrice argentine Lola Membrives. C'est pendant ce voyage qu'il apprend que le Prix Nobel de littérature lui a été décerné.
Dès lors, les honneurs se succèdent en Espagne mais pas seulement. En 1923, il devient citoyen d'honneur de New York. Le sculpteur Palma lui érige un monument à sa gloire, monument qui évoque surtout le succès de sa comédie Les Intérêts créés, lorsque la guerre civile éclate en Espagne. Il est nommé Président de la "Commission du Théâtre", organe consultatif du "Conseil central du Théâtre", la veille de la victoire du général Franco.
De 1936 à 1944, tous les théâtres d'Espagne jouent ses œuvres. En 1945, à soixante-dix-neuf ans, il s'embarque à nouveau pour Buenos-Aires à la tête de la Compagnie Lola Membrives.
Le 14 juillet 1954, il meurt dans sa maison de Madrid à l'âge de quatre-vingt-huit ans.

## Caractère littéraire
C'est au théâtre que Jacinto Benavente a consacré surtout ses dons d'imagination. C'est surtout dans la comédie que son activité s'exerce, mais il a écrit aussi des drames et de nombreuses pièces romantiques et féériques. Dans ses comédies, Benavente fait preuve d'un esprit spontané, d'une verve comique et d'une bonhomie débordante. Dans ses œuvres plus étendues, il emprunte leurs thèmes à la vie paysanne, aux cercles citadins, au monde artistique, jusqu'aux "gens du voyage" que le poète enveloppe d'une forte sympathie et qu'il estime davantage que bien d'autres classes de la société.
Les traditions de la poésie espagnole comportent un réalisme fort, audacieux et profond, un pouvoir prolifique et un esprit comique au charme inimitable complètement indépendant de l'esprit du dialogue. Benavente a prouvé qu'il appartenait à cette école.

## Œuvres
Auteur prolifique, Jacinto Benavente a écrit 172 œuvres. Les plus importantes sont les suivantes :
- Rosas de otoño (1905)
- Los intereses creados (1907) Publication des deux pièces ci-dessus en français sous le titre Les Intérêts créés suivi de Roses d'automne, Paris, Presses de Compagnonnage, Collections des Prix Nobel, 1962
- Señora ama (1908)
- La malquerida (1913)
- La ciudad alegre y confiada (1916)
- Campo de armiño (1916)
- Lecciones de buen amor (1924)
- La mariposa que voló sobre el mars (1926)
- Pepa Doncel (1928)
- Vidas cruzadas (1929)
- Aves y pájaros (1940)
- La honradez de la cerradura (1942)
- La infanzona (1945)
- Titania (1946)
- La infanzona (1947)
- Abdicación (1948)
- Ha llegado Don Juan (1952)
- El alfiler en la boca (1954)

Une pièce non identifiée a été traduite en français sous le titre Le Sourire de la Joconde, Paris, L'avant scène, journal du théâtre no 75, 20 mars 1953.
Il est l'auteur de la phrase célèbre : « Quand on ne pense pas ce que l'on dit, c'est qu'on dit ce que l'on pense »